# Исаков, Исабек
Исабе́к Иса́ков (кирг. Исабек Исаков; 1 сентября 1933, совхоз Теңдик, Нарынская область — 27 декабря 2014) — советский и киргизский писатель, поэт, переводчик, журналист. Заслуженный деятель культуры Кыргызской Республики

## Биография
С 1952 года работал в газете «Кыргызстан пионери» (сотрудник, затем заведующий отделом литературы и искусства, школьной и пионерской работы). В 1958 году окончил Киргизский государственный университет. В 1959—1967 гг. — ответственный секретарь газеты «Кыргызстан пионери».
С 1967 года работал в еженедельнике «Кыргызстан маданияты»: ответственный секретарь, с 1971 — заместитель главного редактора, с 1973 г. — главный редактор. В 1985—1987 годы — заведующий отделом журнала «Ала-Тоо».
Член Союза журналистов СССР (с 1959), Союза писателей СССР (с 1963). Являлся членом Президиума и Правления Союзов писателей и журналистов Кыргызстана.

## Творчество
Первый сборник произведений — «Ороз менен короз» — выпустил в 1959 году. Его произведения переведены на русский, украинский, казахский, узбекский, таджикский, эстонский, азербайджанский, кара-калпакский и другие языки. На его стихи написаны песни.
Перевёл на киргизский язык произведения М. Исаковского, С. Стальского, К. Салыкова, В. Шкоды, Р. Гамзатова, А. Дүйсөмбиева.
Автор очерков, публицистических статей и материалов.

### Избранные публикации
- Ороз менен короз. — 1959. (= Ороз и петух)
- Турсундун тамашасы : [сб. рассказов]. — 1960.

на русском языке
- Исаков И. Дорога жизни : Стихи / Пер. с кирг. А. Зайца. — М. : Сов. писатель, 1984. — 70 с.
- Исаков И. Любознательный мальчик : Стихи [Для детей] / Пер. с кирг. Л. Аксельруд. — Фрунзе : Мектеп, 1974. — 27 с.
- Исаков И. Песнь о земле : Стихи [Пер. с кирг.]. — Фрунзе : Кыргызстан, 1975. — 106 с.
- Исаков И. Путь жизни : Стихотворения и поэма / Пер. с кирг. — Фрунзе : Кыргызстан, 1982. — 111 с.

## Награды и признание
- заслуженный деятель культуры Кыргызской Республики
- Почётная грамота Верховного Совета Киргизской ССР (дважды).